# Roche Bonhomme
Roche Bonhomme är ett berg i Kanada.   Det ligger i provinsen Alberta, i den centrala delen av landet, 3 100 km väster om huvudstaden Ottawa. Toppen på Roche Bonhomme är 2 560 meter över havet, eller 120 meter över den omgivande terrängen. Bredden vid basen är 0,57 km. Roche Bonhomme ingår i Jacques Range.
Terrängen runt Roche Bonhomme är kuperad söderut, men norrut är den bergig. Runt Roche Bonhomme är det mycket glesbefolkat, med 5 invånare per kvadratkilometer.. Närmaste större samhälle är Jasper Park Lodge, 10,4 km sydväst om Roche Bonhomme.
Trakten runt Roche Bonhomme består i huvudsak av gräsmarker.